# Phyllocnema fairmairei
Phyllocnema fairmairei là một loài bọ cánh cứng trong họ Cerambycidae.